# Стефан Месман
 Стефан Месман  (Зрењанин, Србија, 1942) бивши је професор права и бивши менаџер.

## Образовање и професија
Месманн је завршио студије права у Женеви 1970. године са титулом Licence en droit и докторирао 1978. године на Универзитету у Фрибургу (Швајцарска) са оценом Summa cum laude и са титулом Doctor iuris utriusque.
Oд 1970. до 1991. године радио је као правни саветник за стране инвестиције и пројекте, и завршио са положајем шефа главног одељења и прокуриста у компанији Volkswagen AG (Волксваген АД) у Волфсбургу, а поред тога био је и секретар надзорних одбора повезаних компанија. Од 1991. до 1993. године био је заменик председника управног одбора и комерцијални директор компаније Shanghai Volkswagen (Шангај Фолксваген), затим директор за Азију и земље бившег Совјетског Савеза са седиштем у Шангају за Umformtechnik Erfurt GmbH (Умформтехник Ерфурт доо) и шеф шангајске подружнице минхенске адвокатске канцеларије Wessing, Berenberg-Gossler, Zimmermann, Lange (Весинг, Беренберг-Гослер, Зимерман, Ланге). Од 1998. године до пензионисања 2015. године био је професор међународног пословног права на Central European University – CEU (Средње-европски универзитет) у 
Будимпешти, Мађарска. Између 1999. и 2003. године био је и академски проректор CEU-а, а између 2004. и 2012.године декан правног факултета овог универзитета.
Између 2008. и 1015. године радио је као гостујући професор у Пекингу, а између 2012. и 2015.године био је и члан Заједничког управног одбора Кинеско-европског правног универзитета (China-Europe School of Law), одговоран за организацију програма обуке за европске правнике у Кини. Такође је предавао као гостујући професор и у Северној Кореји, Србији и САД-у.
Био је стални члан Спољнотрговинског форума Привредне коморе Београда и Привредног суда Привредне коморе Босне и Херцеговине у Сарајеву. Такође је био и привремено су-уредник и члан саветодавног одбора European Journal of Sinology-а (Европски журнал за синологију) и члан уредничког одбора China-EU Law Journal-а (Кинески-ЕУ правни лист).
Поред немачког, Месман говори неколико језика, и то течно француски, енглески, мађарски и српски. Такође има основно знање руског и кинеског језика. Његове публикације и предавања баве се у првом реду са заједничким улагањима и страним директним инвестицијама, корпоративним и уговорним правом у источној Европи и југоисточној Азији, историјом права Кине, али и културним темама као су на пример праксе везивања ноге Кинескиња и историје Јевреја у Кини. Преко двадесет његових публикација су о правним темама. Он је поред тога објавио више од 200 чланака у независним маћарским листовима Családi Kör (Породићни круг) и Szabad Magyar Szó (Слободна маћарска рећ). Бројна чланства, на пр. у Ost-Ausschuss – Osteuropaverein der Deutschen Wirtschaft (Источни комитета - Источноевропског удружења немачке привреде) и World Association for Chinese Studies (Светске асоцијације за кинеске студије), показују Месманнову велику посвећеност.

## Приватно
Месман је Шваба из Баната, немачки држављанин и живи наизменично у Будимпешти и Шангају са својом женом, Ванг Аиче.

## Политичке активности
Месман је суоснивач Фондације „Слободна реч“ у Србији, која издаје мађарски недељник Családi Kör (Породични круг) и мађарске мрежне дневне новине Szabad Magyar Szó (Слободна мађарска рећ), као и мађарску интернетску радио станицу Szabad Magyar Szó (Слободна мађарска рећ). Tо су-независне мађарске медије у Србији.

## Одликовања
Месман је од 1992. године почасни саветник Кинеског фудбалског савеза. 2006. године добио је награду Dr. Hatos Elemér (Др. Елемер Хантос) за заједничко уређивање књиге Investing in South Eastern Europe (Инвестирање у југоисточној Европи) kao и награду Међународне федерације Chen Wu (Чен Ву) 2014. године.

## Публикације (избор)
- Krüppelfüßchen der Chinesinnen. Sinnlichkeit oder männliche Dominanz?  (Сакате ноге Кинескиња. Сензуалност или мушка доминација?) Europäischer Universitätsverlag, Bochum 2005,  978-3-86515-038-7.
- Protection of Property in China. Changes under the New Chinese Legislation (Заштита имовине у Кини. Промене према новом кинеском законодавству). У: Journal of Chinese law. Том 15, бр. 2, 2008, стр. 113 и даље, zchinr.org.
- The Case Law of Central and Eastern Europe. Enforcement of Contracts. 2 Bände, (Судска пракса у Централној и Источној Европи. Примењивање уговора), (са Тибором Тајти), Bochumer Universitätsverlag, Bochum 2009,  978-3-89966-262-7.
- Chinas Weg in der Gesetzgebung (Кинески пут у законодавству). У: Mitteilungen der deutschen China-Gesellschaft, 2015, стр. 49 и даље.
- Management by Confucius (Менађмент по Конфуцију). Europäischer Universitätsverlag, Bochum 2018,  978-3-86515-074-5.